# Stanięcie nad Ugrą

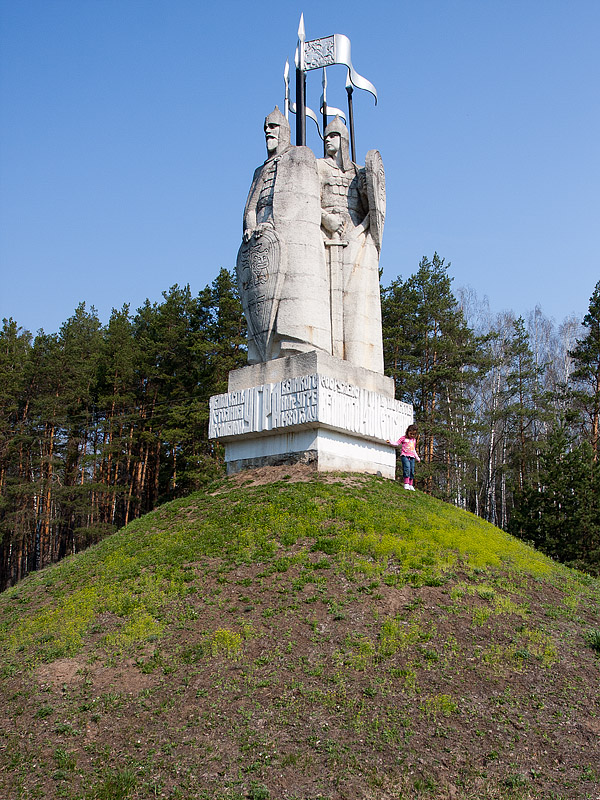
Pomnik upamiętniający wydarzenie

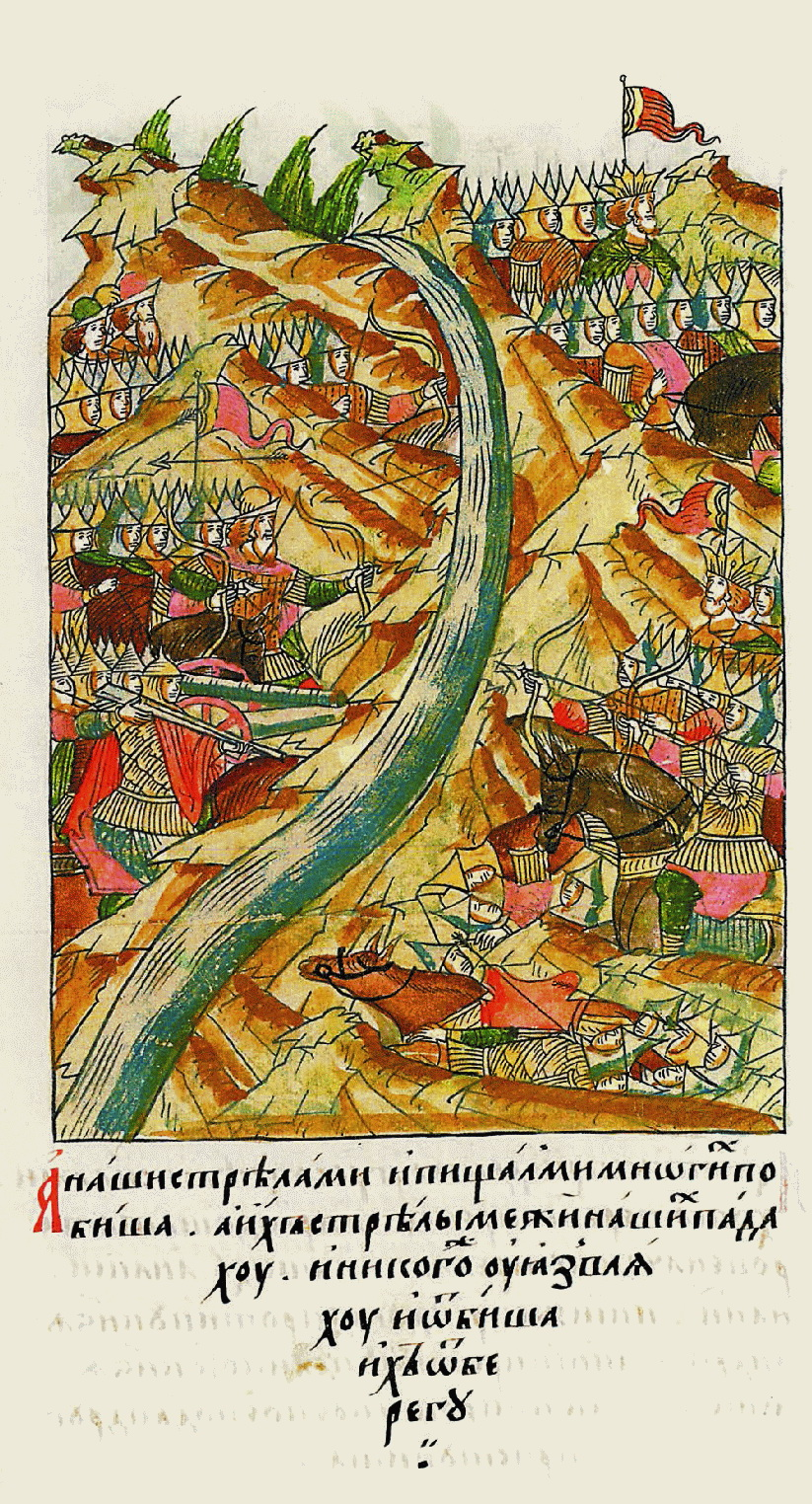
Miniatura przedstawiająca wydarzenie

Stanięcie nad Ugrą (ros. Стояние на реке Угре) – sytuacja patowa pomiędzy wojskami Ahmeda oraz Iwana III w 1480, zakończona rezygnacją z agresji Wielkiej Ordy na Wielkie Księstwo Moskiewskie. Wydarzenie jest traktowane jako symboliczny koniec jarzma mongolskiego.
8 października 1480 Ahmed-chan, wyruszając na Moskwę, postanowił ominąć rzekę Okę, aby uniknąć walk z silnie ufortyfikowanymi wojskami Iwana w Kołomnie, Sierpuchowie i Tarusie. Umożliwiłoby to połączenie armii mongolskiej z litewskimi wojskami Kazimierza IV. Okazało się jednak, że cała rzeka, wraz z dopływami, została obsadzona wojskami moskiewskimi. Chan postanowił przejść na drugą stronę przez rzekę Ugrę. Oddziały mongolskie przez cztery dni próbowały bezskutecznie dokonać przeprawy. Przeciwnicy jednak, za pomocą kontrataków z użyciem broni palnej, jak podkreślają kroniki, uniemożliwili ten zamiar.
W wyniku niepowodzenia chan wycofał się do Worotyńska, gdzie chciał poczekać na wojska Kazimierza. Iwan Srogi przystąpił do rozmów pokojowych, aby zyskać na czasie (krewni zaczynali się buntować). Ahmed czekał zaś dalej na swoich sojuszników z Wielkiego Księstwa Litewskiego. Militarne wsparcie ze strony Litwy jednak nie nadeszło, gdyż Księstwo było zajęte własnymi problemami (m.in. wojna popia, najazd Mengli I Gireja). W rezultacie przez prawie miesiąc nie dochodziło do żadnych akcji zaczepnych z obydwu stron. 
Wraz ze zbliżającą się zimą, oddziały mongolskie zaczęły nękać braki w logistyce, jak również epidemie w obozie oraz załamania pogody. 28 października Iwan zaczął wycofywać wojska w kierunku Krzemieńca (obecnie Kriemienskoje w obwodzie kałuskim). Ahmed zaś nadal czekał na wsparcie do 11 listopada. Ostatecznie problemy z innymi nomadami na wschodzie zmusiły go do wycofania.
Nikołaj Karamzin napisał o tym wydarzeniu „To powinno być dziwnym obrazem: dwie armie uciekają od siebie, chociaż nie są przez nikogo ścigane”.
Prawie 100 lat wcześniej podobną sytuację (oba wojska stoją nad rzeką, czekając na ruch) zastał Dymitr Doński w walce z Mamajem w bitwie na Kulikowym Polu. Tam jednak ostatecznie wielki książę moskiewski przeprowadził uderzenie, w którego efekcie odniósł zwycięstwo.